# Microchrysa vertebrata
Microchrysa vertebrata är en tvåvingeart som beskrevs av Lindner 1955. Microchrysa vertebrata ingår i släktet Microchrysa och familjen vapenflugor.
Artens utbredningsområde är Sri Lanka. Inga underarter finns listade i Catalogue of Life.